# Strand
 For alternative betydninger, se Strand (flertydig). (Se også artikler, som begynder med Strand)
Strand er den yderste del af kysten, der støder op mod havet eller en søbred, til dels beskylles af dette. Den del af stranden, der er tør ved ebbe og overskyllet ved flod , kaldes forstranden. For søers og floders vedkommende bruger man ordet bredden.
Strande, der er egnet til badning (og solbadning), kaldes for badestrande.
Gode badestrande har typisk fint sand både på den tørre del af stranden og under vandet.
Strand i betydningen "vandområde (nær kysten)" har tidligere været brugt i visse faste forbindelser ("springe i stranden"). Således var Kallebodstrand (Kalveboderne) et område mellem Sjælland og Amager (nu inddæmmet). Nationalsangens salten Østerstrand må forstås som "den salte Østersø".
Et stykke ude fra strandbredden er der typisk tre sandrevler parallelt med kysten, der er mindre sandforhøjninger under vandet. Større kystparallelle forhøjninger af sand, kaldes sandbanker. Større sandflader kaldes flak.